# Пилар (муниципалитет)
Пилар (исп. Pilar) — муниципалитет провинции Буэнос-Айрес в Аргентине.
Административный центр — город Пилар. Является частью городской агломерации — большого Буэнос-Айреса.
Территория — 355 км². Население — 299077 человек. Плотность населения — 842,54 чел./км².

## География
Департамент граничит:
- на северо-западе — c муниципалитетом Эксальтасьон-де-ла-Крус
- на севере — с муниципалитетом Кампана
- на северо-востоке — с муниципалитетом Эскобар
- на юго-востоке — с муниципалитетами Мальвинас-Аргентинас, Хосе-Клементе-Пас
- на юге — с муниципалитетами Морено, Хенераль-Родригес
- на западе — с муниципалитетом Лухан

## Демография
| 1980   | 1991    | 2001    | 2005    |
| ------ | ------- | ------- | ------- |
| 84 429 | 136 569 | 226 517 | 265 143 |

## История
Муниципалитет возник в 1774 году. Пилар является местом, где 23 февраля 1820 года был подписан договор о создании основ для аргентинского федерализма, в результате чего город Пилар признан «колыбелью национального федерализма». Этот договор положило конец войне между Лигой Свободных Народов, образованной провинциями Энтре-Риос, Санта-Фе и Корриентес против Буэнос-Айреса.

## Важнейшие населенные пункты[2]
| № | Населённый пункт                | Населённый пункт (исп.)           | Категория   | Население чел. (2010) | На карте                        |
| - | ------------------------------- | --------------------------------- | ----------- | --------------------- | ------------------------------- |
| 1 | Пилар                           | Pilar                             | агломерация | 296826                | 34°27′31″ ю. ш. 58°54′47″ з. д. |
| 2 | Баррио-Парке-Альмиранте-Ирисар  | Barrio Parque Almirante Irízar    | поселок     | 863                   | 34°25′11″ ю. ш. 58°56′56″ з. д. |
| 3 | Клуб-де-Кампо-Ларена-Лос-Кинчос | Club de Campo Larena-Los Quinchos | поселок     | 392                   | 34°23′24″ ю. ш. 58°59′59″ з. д. |
| 4 | Контри-Клуб-Эль-Хагуэль         | Country Club El Jagüel            | поселок     | 134                   | 34°24′02″ ю. ш. 59°01′18″ з. д. |

#### Агломерация Пилар
- входит в агломерацию Большой Буэнос-Айрес

| №  | Населённый пункт        | Населённый пункт (исп.) | Категория | Население чел. (2001) | На карте                        |
| -- | ----------------------- | ----------------------- | --------- | --------------------- | ------------------------------- |
| 1  | Пилар                   | Pilar                   | город     | —                     | 34°27′31″ ю. ш. 58°54′47″ з. д. |
| 2  | Пресиденте-Дерки        | Presidente Derqui       | город     | 110000                | 34°29′24″ ю. ш. 58°50′19″ з. д. |
| 3  | Вилья-Роса              | Villa Rosa              | город     | 18212                 | 34°25′08″ ю. ш. 58°52′22″ з. д. |
| 4  | Селая                   | Zelaya                  | город     | 2641                  | 34°22′17″ ю. ш. 58°52′14″ з. д. |
| 5  | Мануэль-Альберти        | Manuel Alberti          | город     | 1263                  | 34°27′23″ ю. ш. 58°46′32″ з. д. |
| 6  | Дель-Висо               | Del Viso                | город     | —                     | 34°26′59″ ю. ш. 58°48′09″ з. д. |
| 7  | Фатима                  | Fátima                  | город     | —                     | 34°26′04″ ю. ш. 58°59′24″ з. д. |
| 8  | Ла-Лонха                | La Lonja                | город     | —                     | 34°27′17″ ю. ш. 58°50′32″ з. д. |
| 9  | Мансаналес              | Manzanares              | город     | —                     | 34°27′12″ ю. ш. 59°00′16″ з. д. |
| 10 | Эстасьон-Вилья-Астольфи | Estación Villa Astolfi  | город     | —                     | 34°28′55″ ю. ш. 58°52′35″ з. д. |